# Mafia II
Mafia II es un videojuego de acción en tercera persona desarrollado por 2K Games. Es la continuación de la primera entrega Mafia: The City of Lost Heaven, aunque no posee continuidad directa con la línea argumentativa de esta. Su creación y desarrollo fue anunciada el 22 de agosto de 2008 en la convención de Juegos de Leipzig. En ésta, el póster oficial del juego, el logo y el tráiler fueron presentados al público.
Mafia 2 se desarrolla a mediados de los 1945 y principios de 1950, en una ciudad ficticia llamada Empire Bay y está fielmente inspirada en Nueva York, San Francisco y Chicago. El protagonista es Vito Scaletta, un joven siciliano hijo de padres inmigrantes de Sicilia que vuelve a casa tras su involuntario paso por la guerra por cometer un delito. Al llegar a Empire Bay, Joe Barbaro, su amigo de infancia le recibe, y comienza a introducirle en los peligrosos circuitos de la mafia.
El videojuego fue lanzado para PC, Xbox 360 y PlayStation 3 el 24 de agosto de 2010 y tiene compatibilidad con DirectX.

## Argumento

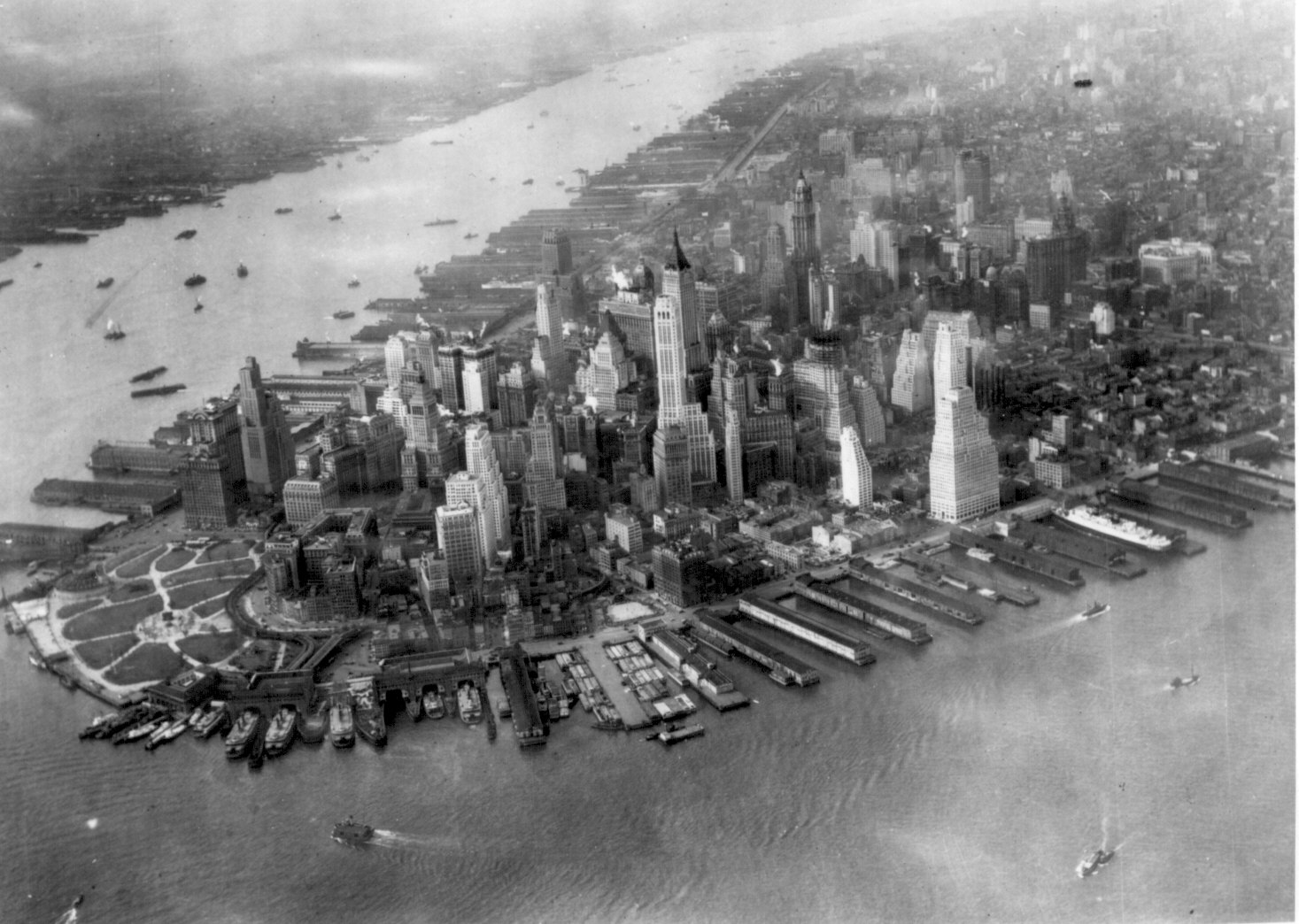
El juego se desarrolla en la Nueva York de mediados de los años 40 y principios de los 50, en el juego recibe el nombre de Empire Bay.

Al principio no imaginé nada de esto. Soñaba con dinero, coches, mujeres, respeto, libertad... supongo que conseguí todo eso, pero también vino la cárcel, el miedo constante y la sangre de mis amigos.
Vito Scaletta

### Prólogo
Desde una oscura habitación, Vito Scaletta cuenta sus orígenes. Nacido en Sicilia en 1925, la familia de Vito era pobre y emigró a los Estados Unidos cuando él solo tenía ocho años. En 1933 llegaban a Empire Bay dispuestos a empezar una nueva vida, pero al llegar solo se encontraron con más pobreza. El padre de Vito comenzó a trabajar en los muelles de estibador, ganando un sueldo miserable y cayendo en el alcoholismo. Antonio Scaletta fallecería en 1943, cuando cayó al mar estando ebrio.
Ya en su juventud, Vito y su mejor amigo Joe Barbaro se dedicaban a cometer pequeños delitos. En 1943, Vito es arrestado después de reventar el escaparate de una joyería. El ejército estadounidense necesitaba jóvenes que hablasen italiano de modo que le ofrecieron dos opciones: luchar en la Segunda Guerra Mundial o ir a la cárcel, así que Vito escogió la primera opción.

### Capítulo 1: La Madre Patria
En 1943, en plena Operación Husky, Vito fue enviado a los paracaidistas y descendió sobre Sicilia para luchar contra el régimen fascista italiano de Benito Mussolini. 
Al llegar a un pueblo siciliano, los americanos tenían que asaltar el ayuntamiento con ayuda de la resistencia local italiana. El ayuntamiento estaba defendido por los militares fascistas, y los estadounidenses no pudieron tomarlo. Cuando Vito estaba inconsciente y a punto de ser eliminado, un mafioso llamado Don Calo, desde un tanque militar estadounidense, comenzó a pedir a los soldados italianos que se rindieran. Inmediatamente, los soldados rindieron sus armas y se entregaron a los americanos, resultando ser que Don Calo era el jefe de la Mafia siciliana.

### Capítulo 2: Hogar dulce hogar
En 1945, Vito fue herido en combate, por lo que recibió un permiso de un mes para volver a casa. En la estación de tren se reencuentra con Joe, el cual le explica que le conseguirá a Vito los documentos para evitar su retorno al ejército. 
De vuelta en casa, Vito es recibido por su madre María y su hermana Francesca. Su madre lo convence de ir a ver a Derek Pappalardo, el antiguo jefe de su difunto padre y que podría conseguirle un empleo. Vito también descubre que su madre y su hermana están envueltas con un usurero debido a una deuda que su padre había contraído antes de morir. Vito se compromete entonces a conseguir el dinero necesitado para saldar la deuda.
Decidido a conseguir el dinero cuanto antes, Vito y Joe acuden a ver a un mecánico llamado Mike Bruski, el cual le proporcionará dinero a cambio de que le proporcione piezas de coches robados.

### Capítulo 3: Enemigo del Estado
Vito acude a ver a Derek Pappalardo, jefe del sindicato de los muelles de Southport y antiguo jefe de su padre. Al presentarse como hijo de Antonio Scaletta, Vito consigue trabajo transportando cajas por 10 dólares. No estando satisfecho, Vito se marcha diciendo que podría ganar mucho más trabajando para Joe Barbaro, entonces Derek le ofrece otro trabajo un poco distinto: extorsionar a sus empleados para que paguen sus deudas.
Al regresar con Joe, este le cita para conocer a Henry Tomasino, un amigo suyo. Henry le ofrece a Vito ir a una oficina federal para robar unos cupones de gasolina, pues debido a la guerra su precio se ha disparado. Al llegar a la oficina, Vito roba los cupones. De vuelta con Henry, este le dice que los cupones caducan al día siguiente, por lo que Vito se ve obligado a venderlos a toda prisa por las gasolineras de la ciudad.

### Capítulo 4: La ley de Murphy
Vito vuelve a reunirse con Joe y Henry, ya que este tiene preparado algo importante. Al parecer, el dueño de una joyería debe mucho dinero a la familia Clemente, de modo que Vito y Joe van a encargarse de cobrar la deuda en especies. Disfrazándose de técnicos de mantenimiento, Vito y Joe se infiltran en la joyería sin ser descubiertos.
Mientras roban las joyas, unos irlandeses alunizan contra la joyería y se desata un enfrentamiento entre Vito, Joe y los irlandeses; en ese instante, aparece la policía. Vito y Joe huyen a toda prisa a través de los tejados, consiguiendo escapar sanos y salvos, mientras observan cómo la policía detiene a Brian O'Neil, el líder de los irlandeses.

### Capítulo 5: La segadora
Vito vuelve a quedar con Joe y Henry, pero esta vez conoce a Luca Gurino, capo de la familia Clemente. Luca les propone un encargo más delicado: encargarse de eliminar a un determinado objetivo. Luca les ofrece entrar en la familia si cumplen la misión y pagan 5.000 dólares. Henry les explica que deben eliminar a un viejo enemigo de la familia Clemente, sin embargo, está muy bien protegido y deben ser cautelosos.
Vito acude a una armería para adquirir una ametralladora MG-42 con la que eliminar al objetivo. Desde un piso franco, Vito, Joe y Henry aguardan a que llegue el objetivo y puedan eliminarlo.
Tras eliminar a su escolta, el objetivo huye a través de un edificio perseguido por Vito, Joe y Henry. Logran acorralarlo y acribillarlo, pero aprovechando un descuido, consigue disparar a Henry, por lo que Vito y Joe tienen que huir del edificio a toda prisa mientras el edificio comienza a incendiarse. Vito y Joe llevan a Henry, malherido, a El Greco, un médico que ofrece sus servicios a los mafiosos.
Vito finalmente consigue el dinero para sufragar la deuda de su familia, por lo que se lo entrega a su hermana.

### Capítulo 6: Tiempo aprovechado
Una mañana, cuando salía de su casa, Vito es arrestado por la policía acusado de traficar con cupones de gasolina. Vito es llevado a juicio con un abogado pagado por la familia Clemente, sin embargo, Vito es condenado a 10 años de prisión en una cárcel federal.
En la cárcel, Vito es testigo de la brutalidad policial, la sordidez de dicho submundo y los abusos que cometen los demás reclusos. Pese a todo, Joe no lo abandona y le aconseja que contacte con Leo Galante, alguien que podría ayudarle. Tras un reencuentro violento con Brian O'Neil, Leo decide reclutar a Vito como uno de sus boxeadores presidiarios. Vito comienza a trabar amistad con Leo, el cual afirma que Alberto Clemente le estafó, pues no es necesario pagar ninguna cuota para entrar en la familia.
Estando en prisión, Vito recibe una visita de su hermana Francesca, la cual le comunica que su madre está muy enferma, pero que ella se va a casar. Tiempo después, recibe una carta notificándole el fallecimiento de su madre, por lo que Vito tiene que gastarse todos sus ahorros en su funeral.
Leo decide tomar a Vito bajo su custodia para evitarle nuevos problemas, comunicándole que saldrá próximamente, pero que se encargará de conseguirle una rebaja de condena. Leo también le confiesa que hay tres familias en Empire Bay: la familia Clemente, la familia Falcone y la familia Vinci, y él trabaja para esta última.

### Capítulo 7: En memoria de Francesco Potenza
Leo le consiguió una rebaja a Vito, el cual sale finalmente de prisión en 1951. La ciudad había cambiado, pero Vito no estaba dispuesto a hacer lo mismo y quería seguir trabajando con Joe; al parecer, Joe estuvo trabajando para la familia de Carlo Falcone durante el tiempo que Vito estuvo en prisión. 
Joe le consigue un apartamento nuevo y lo lleva con Eddie Scarpa, capo de la familia Falcone. Los tres acuden a un burdel y se emborrachan, momento en el cual Eddie se acuerda de que tiene que acabar un trabajo. Al parecer, en el maletero de su coche lleva un cadáver que deben enterrar. Los tres realizan un desagradable viaje hasta las afueras de la ciudad, donde entierran el cadáver.

### Capítulo 8: Los salvajes
Joe acude con su amigo Marty Santorelli para hacer un nuevo trabajo. Vito y Joe conducen un camión lleno de cigarrillos de contrabando para distribuirlos por los barrios y así ganarse un dinero extra después de darle su parte a Eddie Scarpa. La venta era fructífera hasta que unos matones aparecieron, trataron de extorsionar a Joe y después procedieron a quemar el camión. Vito y Joe tratan de perseguirlos, pero les pierden, así que solicitan ayuda a Eddie, el cual les exige que le paguen el precio del camión, pero que Steve (el ayudante de Derek) acudirá para proporcionarles apoyo.
Después de destrozar su local disparando con unas Thompson y arrojar cóctel mólotov, Vito, Joe, Steve, Marty y los demás acuden a una fundición, lugar de reunión de los matones. Cuando llegan, se desata un tiroteo entre los matones y el grupo de Vito. Estos avanzan eliminando uno detrás de otro, hasta despejar completamente la zona.
Una vez reunido el dinero de Eddie, Vito y Joe acuden a su bar para dárselo y finalizar el trabajo.

### Capítulo 9: Balls y Beans
Eddie llama a Vito para que acuda al restaurante. Cuando llega al restaurante, Eddie le presenta a Carlo Falcone, el jefe de la familia Falcone. Carlo le pide que vaya a el restaurante de Clemente para seguir a Luca Gurino, el cual le guiará hasta la localización donde los hombres de Clemente tienen retenidos a algunos de sus hombres, incluyendo al contable de Falcone.
Persiguiendo a Gurino, Vito llega al antiguo matadero. Infiltrándose a través de las alcantarillas llega a la habitación donde Gurino está interrogando a los hombres de Falcone. Vito les confronta, hasta que se desata un tiroteo entre él y los matones de Luca. Tras liberar a los hombres de Falcone, Vito se las ingenia para atrapar a Gurino. Tony Balls, uno de los hombres de Falcone, se dispone a ocuparse de Luca, pero Vito rechaza unirse a él en la tarea, pues tiene que informar a Eddie de la situación.
Tras informar a Eddie del éxito de la misión, Vito se reúne con Joe y Eddie, pues Carlo Falcone se dispone a introducirlos a ambos en su familia. Tras un breve reencuentro con Leo Galante, Vito pronuncia el juramento y se une oficialmente a la familia Falcone.

### Capítulo 10: Servicio de habitaciones
Vito y Joe se reúnen con Falcone y Eddie. Falcone afirma que, tras los actos cometidos por Luca Gurino, ahora pueden declararle la guerra abiertamente ante la Comisión. Sin embargo, el nuevo plan de Falcone es atacar al propio Alberto Clemente, el cual ha convocado una reunión con sus consejeros en el mejor hotel de la ciudad. El plan de Joe es colocar una bomba en la habitación donde se producirá la reunión para eliminarlo.
Disfrazándose de empleados de la limpieza, Vito y Joe se infiltran dentro del hotel y, empleando las plataformas de los encargados de limpiar las ventanas, consiguen detonar la bomba en mitad de la reunión. Tras la explosión, descubren que Clemente se salvó gracias a que estaba en el servicio en el momento de la detonación. Se desata entonces una persecución por las habitaciones del hotel, para proseguirla después en coche. Finalmente consiguen alcanzar a Clemente y Joe se encarga de acabar con él. Sin embargo, Marty, el amigo de Joe que se encargó de conducir el coche, ya había fallecido cuando Joe y Vito vuelven a el auto y ven el cadaver de Marty en un ataque de ira de Joe Barbaro se causa la persecución y homicidio de Clemente.
Mientras dormía, Vito recibe una llamada del encargado de un bar donde Joe se ha estado emborrachando y asustando a la gente. Vito acude de inmediato y se encarga de llevar a Joe a casa, no sin antes tener que ocultar el cadáver del camarero que Joe ha asesinado sin querer.

### Capítulo 11: Amigo nuestro
Vito recibe la visita de un viejo conocido: Henry Tomasino. Tras la muerte de Clemente, Henry se ha quedado desocupado y le pide a Vito que le recomiende ante Carlo Falcone. Vito y Henry se reúnen con Eddie, el cual les cuenta el nuevo plan de Falcone: acabar con Leo Galante, pues ahora están teniendo problemas con Frank Vinci. Eddie le encarga el trabajo a Henry, afirmando que si lo consigue podrá trabajar para ellos.
Vito no está dispuesto a permitir la muerte de Leo, así que acude a su mansión para avisarle del peligro inminente. Vito y Leo tratan de ocultarse de Henry, pero es inútil, siendo descubiertos. Leo le agradece el esfuerzo a Vito, pero está resignado a morir. Cuando salía por la puerta, Vito descubre que Henry ha permitido perdonarle la vida a cambio de que Leo se marche de la ciudad. Vito acompaña a Leo hasta la estación, donde se despiden definitivamente.
De vuelta a casa, Vito se encuentra con su hermana Francesca. Esta se halla destrozada, pues su marido le es infiel y la maltrata. Vito acude a buscarlo, descubriendo que está en una fiesta con prostitutas; tras darle una paliza y amenazarle, consigue que vuelva con Francesca.
En mitad de la noche, aparecen los irlandeses, los cuales prenden fuego a la casa de Vito usando cócteles mólotov. Vito tiene que huir con lo puesto, refugiándose en casa de Joe. Vito y Joe deciden ir a por ellos, acabando con ellos en su bar.

### Capítulo 12:Sea Gift
Sin casa y sin dinero, Vito tiene que vivir momentáneamente en un viejo apartamento a la espera de conseguir algo mejor. Por otra parte, Eddie aceptó en la familia a Henry y este comenzó a hacer equipo con Vito y con Joe.
Henry llama a Vito y lo cita en Lincoln Park para proponerle un trabajo. Según él, Falcone quiere acabar con Vinci para que él sea el único que pueda traficar con drogas en la ciudad. Por ello, Henry planea traficar con heroína comprándosela a las tríadas, la cual pagarán a través de un dinero que obtendrán de un prestamista judío llamado Bruno.
Los tres llegan con Bruno, el cual no está muy dispuesto a entregarles el dinero, salvo a cambio de unos generosos intereses que Henry acepta. Posteriormente se reúnen con las tríadas, los cuales le hacen entrega de la heroína. Tras salir de la reunión son asaltados por un grupo de sujetos que se hacen pasar por policías, aunque consiguen salir ilesos.
Ya con la heroína en su poder, se encargan de distribuirla, consiguiendo hacerlo sin apenas problemas.

### Capítulo 13: Huir del dragón
Henry llama a Vito y Joe para decirles que Carlo se ha enterado de sus trapicheos y ha exigido su parte, por lo que no tienen suficiente ni siquiera para pagarle a Bruno. Los tres quedan para reunirse en Lincoln Park, pero al llegar, descubren una escena sangrienta, observando cómo Henry es acuchillado repetidas veces por un grupo de sujetos. Vito observa a Wong, el chino que les vendió la droga, mientras Henry se desangra en brazos de Joe. 
Tras seguir a Wong llegan a su club, donde masacran a todos los que se encuentran en su camino. Wong les dice que mataron a Henry porque era un soplón que trabajaba para los federales; Vito y Joe le reclaman el dinero, pero Wong afirma que ya no lo tiene él, Joe lo obliga a hablar porque de lo contrario lo matara pero este le dice que si habla lo matarían igual.
Una vez culminada la venganza de Henry, se dan cuenta de que están metidos en un gran problema: no tienen dinero para pagarle a Bruno y si los chinos descubren que ellos trabajan para Falcone será la guerra. Su primer objetivo será conseguir el dinero para Bruno.

### Capítulo 14: Escalera hacia el cielo
Vito y Joe tienen que conseguir el dinero para Bruno ese mismo día, y para empezar tienen un encargo de parte de Eddie: un asesinato. Al parecer, su objetivo había delatado a una familia de Lost Heaven y estaba oculto en alguna parte de la ciudad. Tras localizarlo, Joe le dispara después de darle un mensaje: «Recuerdos del señor Salieri». El hombre al que mataron era Tommy Angelo, el personaje principal de Mafia, The Lost Heaven City.
Ya con una parte del dinero, ambos se separan para conseguir los 55.000 dólares restantes. Vito acude a ver a Derek Pappalardo en busca de trabajo, el cual necesita ayuda pues sus empleados quieren ponerse en huelga. Los empleados, al enterarse de que Vito es el hijo de Antonio Scaletta, le dicen que Derek ordenó su asesinato y que vieron cómo Steve se iba con él a los muelles. Enterado sobre la verdadera muerte de su padre, Vito elimina a Derek y a sus hombres con la ayuda de los trabajadores. Pero no solo eso, en el despacho de Derek encuentra una gran cantidad de dinero, suficiente para tener la parte de Bruno.
Vito acude a casa de Joe, pero no está. Preocupado, Vito acude a ver a Giuseppe, un amigo de Joe, el cual le dice que lo vio marcharse con unos hombres de la familia Vinci. Al llegar a uno de sus bares, Vito es dejado inconsciente y llevado a la azotea donde se topa con Joe. Allí, Vinci les dice que las tríadas les han declarado la guerra y que todo está fuera de control por su culpa. Ambos niegan cualquier responsabilidad, lo que no hace sino irritar aún más a Vinci.
Aprovechando que les dejan solos, Vito y Joe consiguen librarse de las ataduras y escapar de la azotea eliminando por el camino a los hombres de Vinci. Sin embargo, Joe queda malherido y Vito se ve obligado a llevarlo con El Greco. A su vez, Vito acude a ver a Bruno para saldar la deuda de una vez por todas. Bruno muestra cierta curiosidad por las acciones de los últimos días y, tras enterarse del nombre de Vito, menciona que un hombre llamado Antonio Scaletta también le pidió dinero, aunque, a diferencia de Vito, nunca se lo devolvió y tuvo que ser su esposa la que lo hiciera. Así Vito descubre que Bruno era el acreedor de su padre y quien presionaba a su madre y hermana para que le pagaran.

### Capítulo 15:Per aspera ad astra
De vuelta en el apartamento oscuro del comienzo la historia, Vito ve su album familiar mientras bebe un whisky y fuma un cigarro, sabiendo que tarde o temprano Falcone descubriría la verdad sobre todo el asunto de las triadas y entonces el iría a por el al igual que los chinos y Vinci y que, aunque se había librado temporalmente, sería cuestión de tiempo antes de que su suerte se acabara. A la mañana siguiente, Eddie llama a Vito y le dice que acuda al planetario, donde Falcone le espera. Al salir de casa, aparece Leo en un coche, junto a Chu, jefe de las triadas. Leo le dice a Vito que de no ser por él ahora estaría muerto y que sus actos han desencadenado una guerra entre las familias y las tríadas. Leo confirma la sospecha de que Henry era un soplón de los federales, y que por eso los hombres de Chu lo eliminaron. A su vez, los federales ahora están detrás de todos ellos. Leo le dice a Vito que la única manera de enmendarse es librándose del propio Carlo Falcone.
Ya en el planetario, Vito elimina a los sicarios de Falcone uno tras otro, hasta llegar al observatorio central. Allí aguarda Falcone... pero también Joe. Al parecer, Joe se ha aliado con Falcone y apunta a Vito a la cabeza. Falcone lanza un discurso sobre la amistad, diciendo que no existe dentro del negocio que lleva y que esta siendo utilizado por Vinci, de la misma forma que fue utilizado tanto por el como por Clemente y por Henry, a quien confirma una vez más que este era un soplón de los federales y ahora pagaría las consecuencias por haber respondido por el y meterlo dentro de su organización. Tras ordenar a Joe que le dispare, Vito y Joe se lanzan a por Falcone y sus últimos hombres. Tras llegar a un Falcone moribundo, Vito lo remata y ambos se marchan.
Al salir del observatorio, Leo aguarda con dos coches, en el primero marchan Leo y Vito, y en el segundo Joe. De repente, el coche de Joe se desvía del camino; Vito pregunta que a donde se lo llevan, y Leo le responde  "Joe no formaba parte del trato".

Lo siento, Joe no era parte del trato.
Última frase del juego

## Personajes principales

### La familia y amigos
- Vittorio Antonio Scaletta: Más comúnmente llamado "Vito" y en ocasiones "Scaletta", este llegó a los Estados Unidos cuando era un niño y vivió sumido en la pobreza en el gueto italiano de Empire Bay. Tras ver como su padre trabaja sin descanso para proporcionar una vida muy austera a la familia, Vito se prometió no ser igual que el. Él y su hermana mayor, Francesca, eran inseparables de niños, pero eventualmente tomaron caminos separados, aun así, Vito nunca dejó de lado a su hermana y se toma su protección como algo muy serio, llegando incluso a ser capaz de asesinar a quien le levante la mano a Francesca sin pensarlo dos veces. Siendo joven, Vito conoció a Joe Barbaro, ambos se hicieron muy amigos y se metieron en el ámbito de los negocios ilegales de poca monta, robando negocios y asaltando, pero Vito fue arrestado durante un atraco a una joyería, en ese entonces tenía 18 años. Se le dieron dos opciones: ir a la cárcel o luchar en la Segunda Guerra Mundial, Vito escogió la segunda opción.

- Joe Barbaro: Joe es amigo de la infancia de Vito, es muy impulsivo y violento, en contraste con Vito. Joe es un derrochador, le encantan las mujeres, los coches caros y el alcohol, y para conseguir el estilo de vida que soñaba comenzó a dedicarse a los negocios ilegales. Joe se transformó en un gran e inseparable aliado para Vito, no solo en la vida social sino en su vida como delincuentes.

- Henry Tomasino: Henry era hijo de un mafioso siciliano que se vio obligado a emigrar a los Estados Unidos tras la subida de Benito Mussolini al poder en Italia. Cuando llegó a Empire Bay, Alberto Clemente, uno de los más poderosos mafiosos de la ciudad, ejerció de tutor de Henry y este se convirtió en un importante miembro de la familia Clemente. Reservado y de pocos amigos, a Henry solo le mueve su orgullo.

- Francesca Scaletta: Francesca es la hermana mayor de Vito, tímida y discreta, Francesca se graduó en la universidad con honores y trabaja de contable en Empire Bay. De pequeña, Francesca cuidaba de su hermano menor dándole trabajos en la iglesia y en puestos de comercio y hostelería, pero ahora que Vito se ha sumido en la delincuencia, solo puede rezar por él. Ella y su hermano tienen un lazo sentimental muy fuerte, Francesca siempre cuidó de su hermano y se preocupó mucho por él. Vito nunca duda en alzar la mano contra cualquiera que lastime a su hermana, sea quien sea.

- Antonio Scaletta: Antonio se casó con María en 1920, en una pequeña aldea siciliana, tuvieron dos hijos, Francesa y Vito. En 1932, Antonio emigró a los Estados Unidos buscando una vida mejor y buscó trabajo en los muelles bajo el control de Derek Pappalardo, un mafioso y jefe del sindicato de trabajadores . Pero el vivir continuamente rodeado de pobreza, violencia y deudas desmesuradas, sumieron a Antonio en el alcoholismo y murió ahogado en 1943, cuando cayó al agua en el puerto, aparentemente borracho. Al descubrir la verdad sobre la muerte de su padre, Vito rompe su juramento de miembro de la Mafia y asesina a Steve y Derek en el puerto, ayudado por los trabajadores, cansados ya del maltrato de Derek.

- María Scaletta: María es la madre de Vito y Francesca, emigró con su marido a Empire Bay buscando una vida mejor para encontrar en su lugar violencia y pobreza. Tras la muerte de su marido Antonio, y la entrada de su hijo en la vida delictiva, Maria solo confía ya en Dios. Esta muere mientras Vito estaba en la cárcel, Vito se encargó de dar su dinero para el funeral en lugar de un médico para su madre y un regalo de bodas para su hermana.

- Martin "Marty" Santorelli: Nacido en Empire Bay en 1933, Marty desde niño soñó con entrar en una banda siciliana de Empire Bay y tiene como modelo a su amigo Joe Barbaro, Joe le trata como un hermano pequeño y cree que es demasiado joven e inexperto para tareas serias. Este es asesinado por los hombres de Clemente mientras esperaba a Vito y a Joe en el Empire Arms, el hotel más lujoso de la ciudad, donde intentaban matar a Alberto Clemente.

### La Mafia
- Frank Vinci: Tras llegar a Empire Bay en 1908 con su amigo Leo Galante, Vinci montó una red de chantaje y pronto fue el Don de su propia familia. Frank tiene buenos contactos políticos y policiales y es el más "puritano" de todos los Dones, ya que está en contra del tráfico de drogas. A mediados de los 30, un conflicto entre las familias de los Vinci y los Moretti, dieron el control de la ciudad a los primeros, aunque solo temporalmente.

- Carlo Falcone: Falcone llegó a los Estados Unidos en 1913 y rápidamente se unió a la familia Moretti, dirigió el contrabando de alcohol en la familia durante las épocas de la Ley Seca. En 1933, con el estallido de la guerra entre la familia Vinci y la familia Moretti, Carlo conspiró con Frank Vinci para asesinar al Don de la familia Moretti y hacerse el con el poder. Carlo no respeta las tradiciones sicilianas y piensa que las familias solo pueden estar en paz si todas perciben los mismos ingresos.

- Alberto Clemente: Clemente es el Don de la familia Clemente. Huyó a Empire Bay en 1920 tras asesinar a un capitán de policía en Palermo. Ganó mucho dinero con el contrabando de alcohol durante la Ley Seca y en 1929 fundó su propia familia, aunque las demás familias de Empire Bay la consideran de segunda categoría por sus prácticas deshonestas.

- Eddie Scarpa: Eddie nació en 1908 en Tamborra, fue asesino a sueldo de la familia Moretti y contrabandeó con alcohol en plena Ley Seca y cuando Carlo ascendió a Don de la familia Moretti (Actualmente llamada Falcone), Falcone recompensó a Eddie nombrándole consigliere y haciéndole cargo de su burdel. Los dos son amigos íntimos aunque Carlo cree que Eddie es un estorbo por sus problemas con la bebida.

- Leonardo "Leo" Galante: Consigliere de Frank Vinci y cerebro de la familia, Leo llegó a Empire Bay en 1908 junto a Vinci, Leo ponía la cabeza y Vinci el músculo, ambos ascendieron a la familia Vinci a lo más alto del escalafón de Empire Bay, gracias al contrabando de alcohol en la Ley Seca. En 1943 fue arrestado por organizar corredores de apuestas en la ciudad.

- Luca Gurino: Un capo de la familia Clemente. Luca siempre trata de disfrazar su tosquedad con sofisticación, aunque es muy tozudo e ignorante, lo cual siempre acaba saliendo a la luz. Gurino contrabandeó con alcohol en la Ley Seca y su crueldad le hizo subir enteros dentro de la familia Clemente.

- Federico "Derek" Pappalardo: Un capo de la familia Vinci, Derek trabaja de jefe sindical en los muelles de Southport. Trabajó como matón en 1916 y luego se dedicó al contrabando para la familia Vinci. Derek pasó un tiempo en la cárcel por malversación de fondos y ocupó un puesto importante en la guerra Vinci-Moretti de los años 30, lo que le hizo subir su categoría dentro de la familia Vinci. Derek es codicioso, grosero y muy violento, lo que lo hace perfecto para su puesto.

- Stephen "Steve" Coyne: Steve es uno de los muchos matones de la familia Vinci. Creció en Birkland y se trasladó a Empire Bay con 16 años. Fue condenado a 10 años de trabajos forzados tras dejar paralítico a un policía. En 1926 trabajó como matón para Derek Pappalardo y se convirtió en su hombre de confianza. Fue el asesino de Tomaso Moretti, el Don de la familia Moretti así que puede decirse que el puso fin a la guerra Vinci-Moretti. Debido a su sangre estadounidense y holandesa, Steve jamás podrá ser un miembro de pleno derecho de la familia.

- Antonio "Tony Balls" Balsamo: "Tony Balls" es un veterano soldado de la familia Falcone. Lleva más de 20 años trabajando para ellos y es un miembro de absoluta confianza dentro de la familia. Trabajó como extorsionador, chófer y guardaespaldas para la familia Falcone.

## Personaje Ambiental
- Thomas "Tommy" Angelo: "Tommy Angelo" fue el protagonista de Mafia: The City of Lost Heaven, y aparece en Mafia 2 como un personaje ambiental, en la cinemática de su asesinato por manos de Joe en la misión: Escalera hacia el Cielo, termina muerto con el diálogo: "Vito: ¿Señor Angelo?; Tommy: Si; Vito: Recuerdos del señor Salieri" y Joe le dispara matándolo al instante, esto siendo seguido por la cinemática del final de Mafia: The City of Lost Heaven con su respectiva canción.

## Jugabilidad
El juego es en tercera persona de un solo jugador y tiene un mecanismo de cobertura basado en cubrirse con casi todos los objetos del entorno. La ciudad Empire Bay tiene una extensión aproximada de 16 kilómetros cuadrados, la ciudad está llena de vida con un tráfico fluido y población densa. El sistema de robar coches es de 2 clases, violenta (rompiendo la ventanilla, es más rápida que la otra pero llama más la atención y si se quiere mejorar el coche hay que pagar la reparación) o pasiva (con ganzúas, más discreta y no se paga reparación, pero es más lenta). Los vehículos pueden ser modificados cambiando las llantas, pintura y matrícula, modificando el motor. También se puede oír música de la época en la radio de tu casa o automóvil. El combate cuerpo a cuerpo es más elaborado. Puedes comprar ropa, comida y armas libremente, pero no puedes comprar casas, estas van cambiando a lo largo del juego. 
Daniel Vavra, diseñador del juego y director de su desarrollo, dijo que el juego no pretende ser una sombra del nuevo juego, Grand Theft Auto IV, sino que revolucionaría ese género.
También el juego fue muy criticado negativamente porque entre los archivos del juego se encontraron cosas a medio hacer, por ejemplo, la misión la madre patria iba a ser más larga, había más lugares, también molestó mucho que entre los archivos del juego se encontró el modo libre, que estaba en la primera entrega. También fue muy comparado con la saga GTA, por su jugabilidad parecida.

### Armamento
- M1911
- Mauser C96
- Revólver Calibre .38
- Revólver Calibre .357 Magnum
- Mauser Kar 98k
- Beretta Modelo 38
- M1 Garand
- Escopeta
- MP40
- M3 Grease Gun
- Subfusil Thompson M1A1
- Subfusil Thompson 1928
- MG42
- Granada Mk 2
- Cóctel Molotov

## Recepción
Como el Mafia original fue un gran éxito, estamos emocionados por llevar el nuevo nivel de tecnología en consolas para crear una nueva experiencia, mientras mejoramos los elementos que crearon emoción en los fanáticos del juego. El factor sorpresa en Mafia II es definitivamente la calidad visual que esperamos que usted solo vea en películas de Hollywood.

### Lista de contenido adicional
| DLC                   | Tamaño  |
| --------------------- | ------- |
| War Hero Pack         | 8,8 MB  |
| Greaser Pack          | 12,8 MB |
| Vegas Pack            | 9 MB    |
| Renegade Pack         | 15,6 MB |
| Made Man Pack         | 9,6 MB  |
| Jimmy's Vendetta      | 360 MB  |
| Joe's Adventures      | 1.4 GB  |
| The Betrayal of Jimmy | 310 MB  |

## Secuela
2K reveló los primeros datos de ‘Mafia III’, la nueva entrega de la saga de crimen organizado. El juego salió a la venta, y está disponible para Xbox One 
, PlayStation 4 y PC.